# You (Zhou-König)
You, König von Zhou oder You, König von Chou (Chinesisch: 周幽王; Pinyin: Zhōu Yōu Wáng) war König der chinesischen Zhou-Dynastie und letzter Herrscher der Westlichen Zhou-Dynastie. Er regierte von 781 v. Chr. bis 771 v. Chr.
You war der Sohn von Xuan, der ihm den Namen Gongsheng (宮湦, gōngshēng) gab. Die mehr als vier Jahrzehnte dauernde Regierungszeit von Xuan hatte eine vorübergehende Restauration der Zhou-Autorität gebracht. Auseinandersetzungen im Inneren hatten das Ansehen des Hauses Zhou jedoch geschwächt. König Xuan starb 782 v. Chr., wobei die Chroniken berichten, der Geist eines Edelmannes, den Xuan drei Jahre zuvor töten lassen hatte, habe ihm einen Pfeil ins Herz geschossen. Gongsheng bestieg den Thron als König You.
Im zweiten Jahr von Yous Regierungszeit ereignete sich ein heftiges Erdbeben, das die Region um das politische Zentrum der Zhou verwüstete. Die Chroniken berichten, dass es die Flüsse Wei, Luo und Jing austrocknen und das Gebirge Qi Shan zerspringen ließ. Im gleichen Jahr ereignete sich eine Sonnen- und eine Mondfinsternis. Die Menschen erwarteten nach diesen Ereignissen auch eine politische Katastrophe – gegen Ende der Westlichen Zhou-Dynastie war das Denken, dass natürliche und gesellschaftliche Ereignisse zusammenhängen, bereits stark ausgeprägt.
Die Regierungszeit von You war von wachsender Unsicherheit an der Nordgrenze des Zhou-Territoriums geprägt. Die Angriffe der nicht-chinesischen Völker, vor allem der Quan Rong, wurden häufiger. Sie erfolgten vor allem mit Streitwagen, teilweise auch zu Fuß, und entfalteten keine große Wirkung.
Das Shi Ji berichtet, dass König You so in seine Konkubine Bao Si – sie gilt als eine der schönsten Frauen in der chinesischen Geschichte – vernarrt war, dass er seine Frau sowie seinen Sohn und Thronfolger Yijiu verstieß. Neuer Thronfolger wurde ein Sohn, den Bao Si geboren hatte. Die chinesische Geschichtsschreibung berichtet weiterhin von einer Begebenheit, bei der ein Wachtmann glaubte, ein Angriff auf die Zhou-Hauptstadt stehe unmittelbar bevor, und deshalb ein Warnfeuer entzündete. Die dem Hause Zhou treuen Herren eilten herbei, um die Hauptstadt zu verteidigen, stellten jedoch fest, dass es sich um einen Fehlalarm handelte. Die üblicherweise mürrische Bao Si brach darüber in Gelächter aus. Um Bao Si zu unterhalten, ließ König You wiederholt Fehlalarme auslösen.
Im elften Regierungsjahr Yous verbündete sich der Herrscher von Shen, der bei der Sicherung der nordöstlichen Regionen für Zhou eine wichtige Rolle gespielt hatte und der der Vater der verstoßenen Königin war, mit den Quan Rong. Als sie gemeinsam auf die Hauptstadt des Zhou-Reiches zumarschierten, gingen die Verteidiger von einem Fehlalarm aus. Die Angreifer plünderten die Hauptstadt Zongzhou, töteten König You und nahmen Bao Si gefangen.
Dieser Verlust bedeutete nicht das Ende der Zhou-Dynastie. Einige einflussreiche Lehensherren installierten den ursprünglichen Thronfolger Yijiu als König Ping auf dem Thron und geleiteten ihn in Richtung Osten, wo er nahe dem heutigen Luoyang die Östliche Zhou-Dynastie begründete.